# Acht Ecken

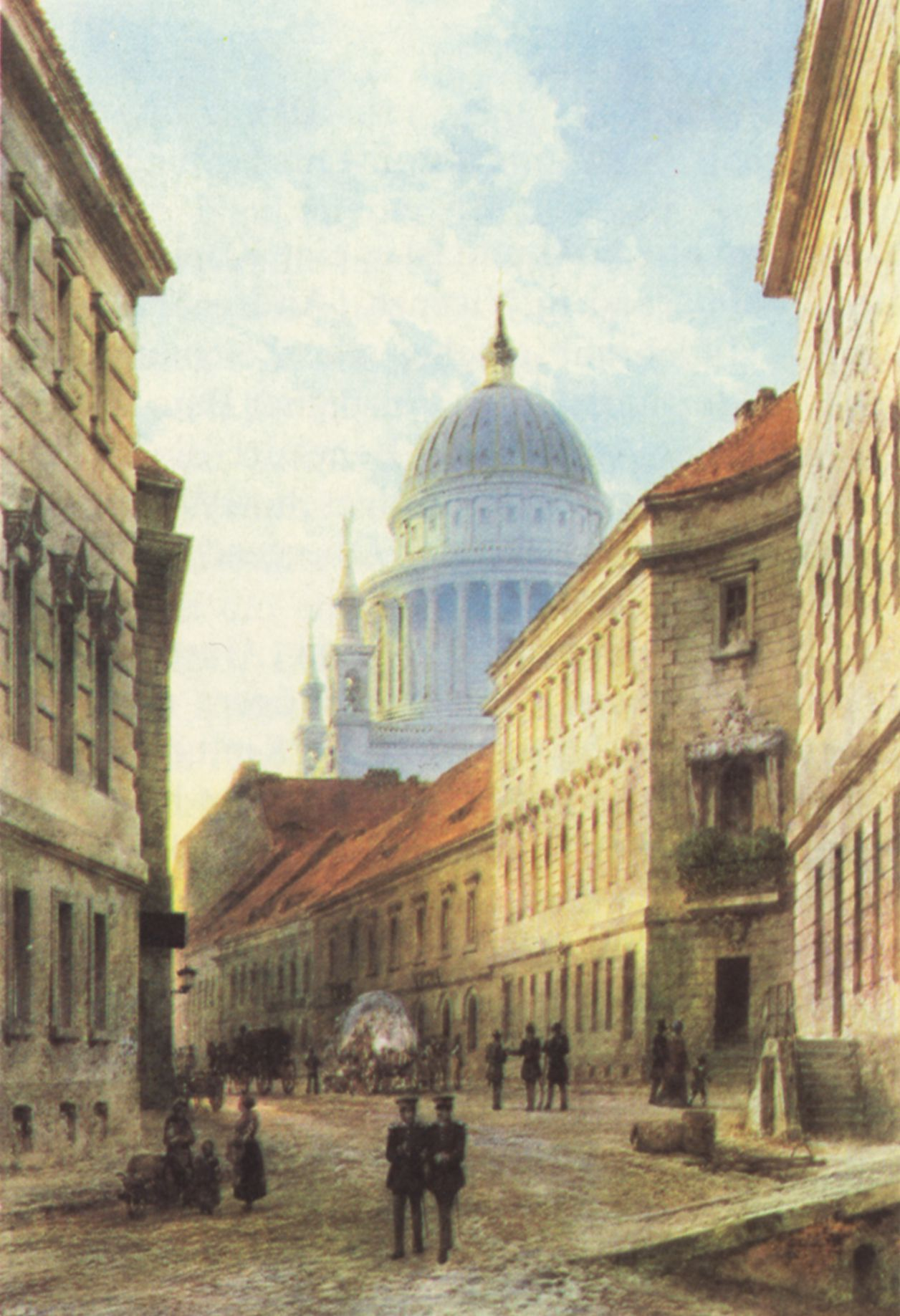
Ocho esquinas en una acuarela de Carl Graeb, 1850

Las ocho esquinas fueron un conjunto de edificios creado en los años 1771-1774 por Georg Christian Unger en estilo rococó en la intersección de Schwertfegerstrasse y Hohewegstrasse (hoy: Friedrich-Ebert-Strasse ) en Potsdam.

## Historia
Según los planos de Georg Christian Unger, entre 1771 y 1774 se construyó un conjunto de cuatro edificios residenciales y comerciales de estilo rococó en la intersección de Schwertfegerstrasse y Hohewegstrasse (hoy: Friedrich-Ebert-Strasse). La Piazza Sant'Ignazio en Roma y el Quattro Canti en Palermo probablemente sirvieron como modelos para las ocho esquinas ubicadas entre el Mercado Viejo y el Mercado Nuevo, cuyo nombre se deriva del diseño de las cuatro fachadas, cada una con dos esquinas.

Después de la destrucción en la Segunda Guerra Mundial y las demoliciones en la era de la RDA, solo quedó la casa octogonal del noroeste. Como parte de la reconstrucción del centro de Potsdam, la restauración de Schwertfegerstrasse y el cierre de los terrenos baldíos en Friedrich-Ebert-Strasse (anteriormente: Hohewegstrasse) se llevan a cabo desde 2019. La casa octogonal del suroeste se reconstruye fiel al original como la casa de un músico, las dos casas octogonales del este reciben fachadas simplificadas. Además, las dos casas octogonales del este (las que tienen una fachada simplificada) se mueven hacia el este y, por lo tanto, se desvían del plan histórico de la ciudad (al igual que la reconstrucción de la fachada del Plögerscher Gasthof). El trasfondo es que Friedrich-Ebert-Strasse es más ancha hoy de lo que era históricamente debido al tranvía. Debido a las secciones transversales de las calles ahora claramente diferentes de Schwertfegerstrasse y Friedrich-Ebert-Strasse, históricamente ambas calles tenían secciones transversales de ancho similar, el conjunto reconstruido perderá su simetría histórica.

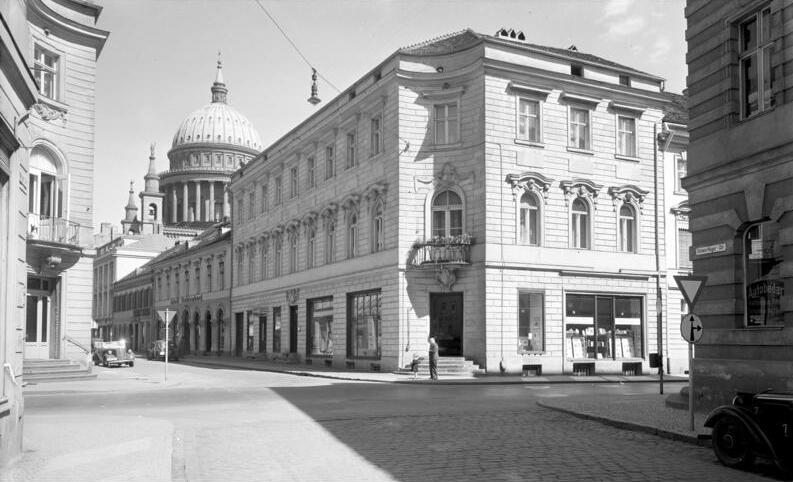
Vista de las ocho esquinas, detrás de ellas la Nikolaikirche, antes de 1945
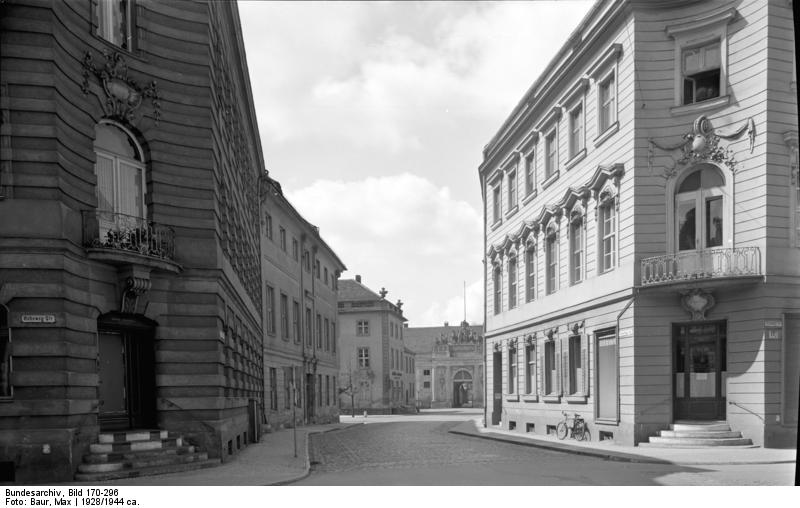
Vista desde las Ocho Esquinas al Neuer Markt, antes de 1945
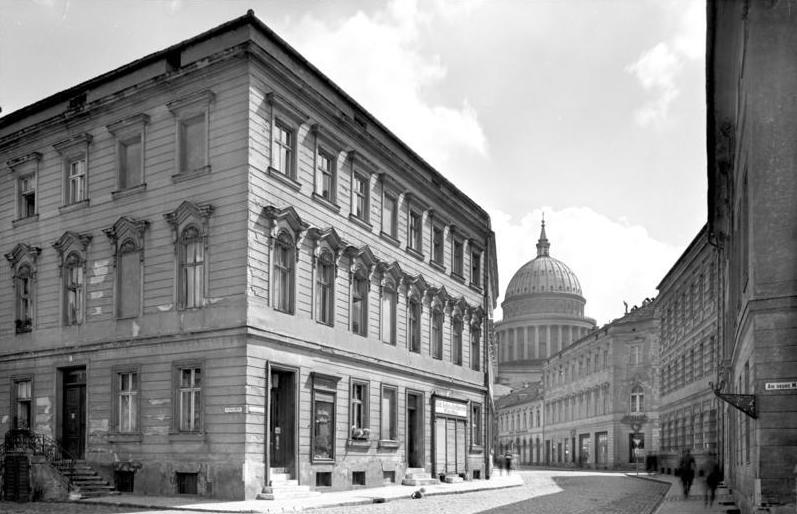
Vista desde el Neuer Markt a las ocho esquinas, antes de 1945
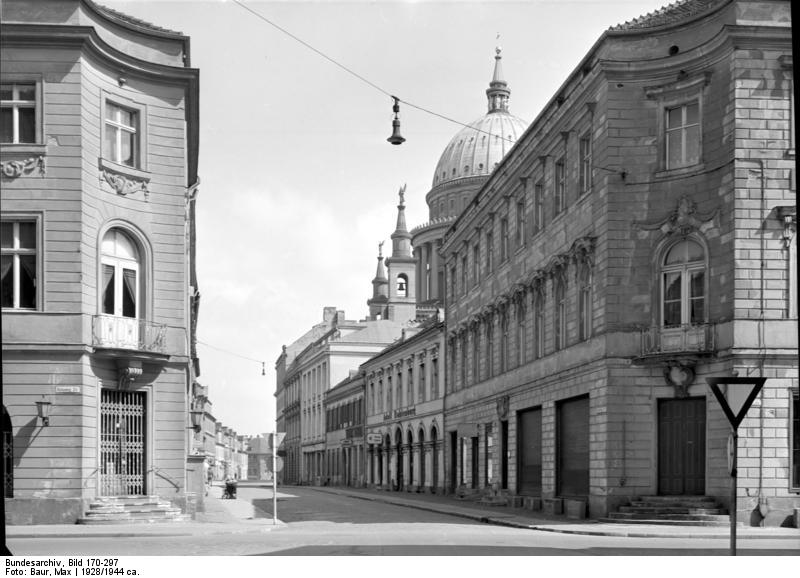
Vista de las casas del octágono este, antes de 1945
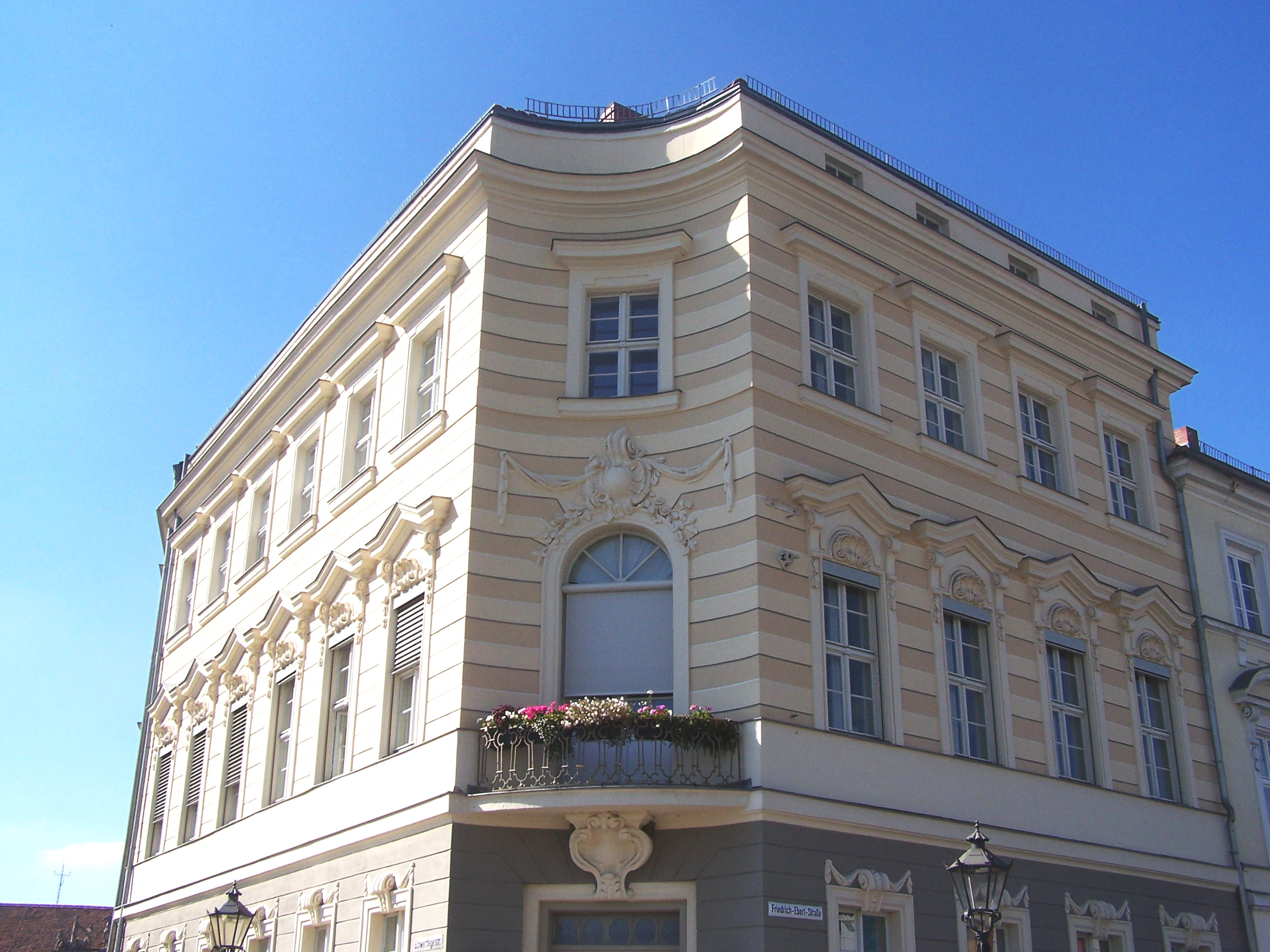
La única casa octogonal conservada
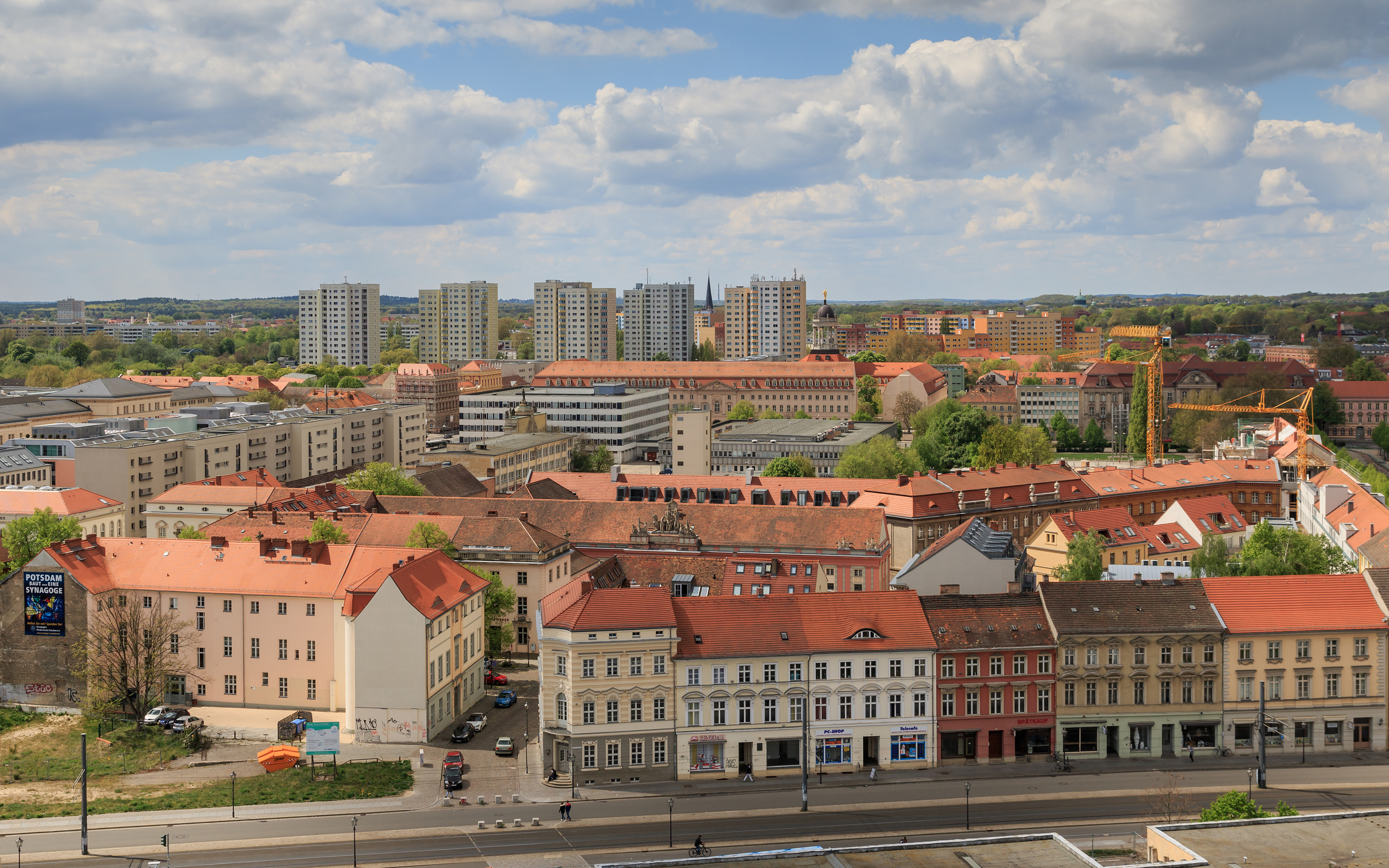
Vista desde la Nikolaikirche
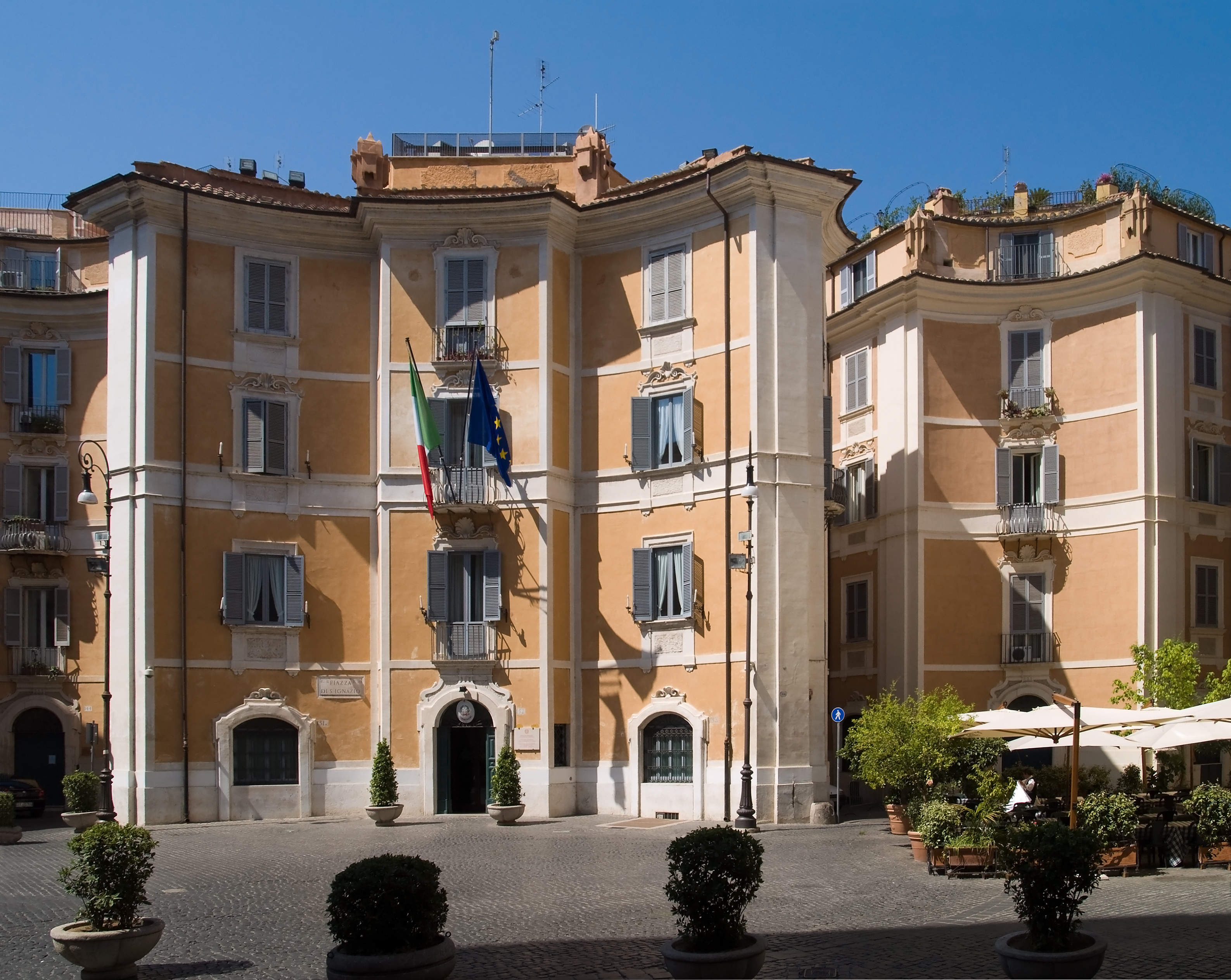
Piazza Sant'Ignazio en Roma
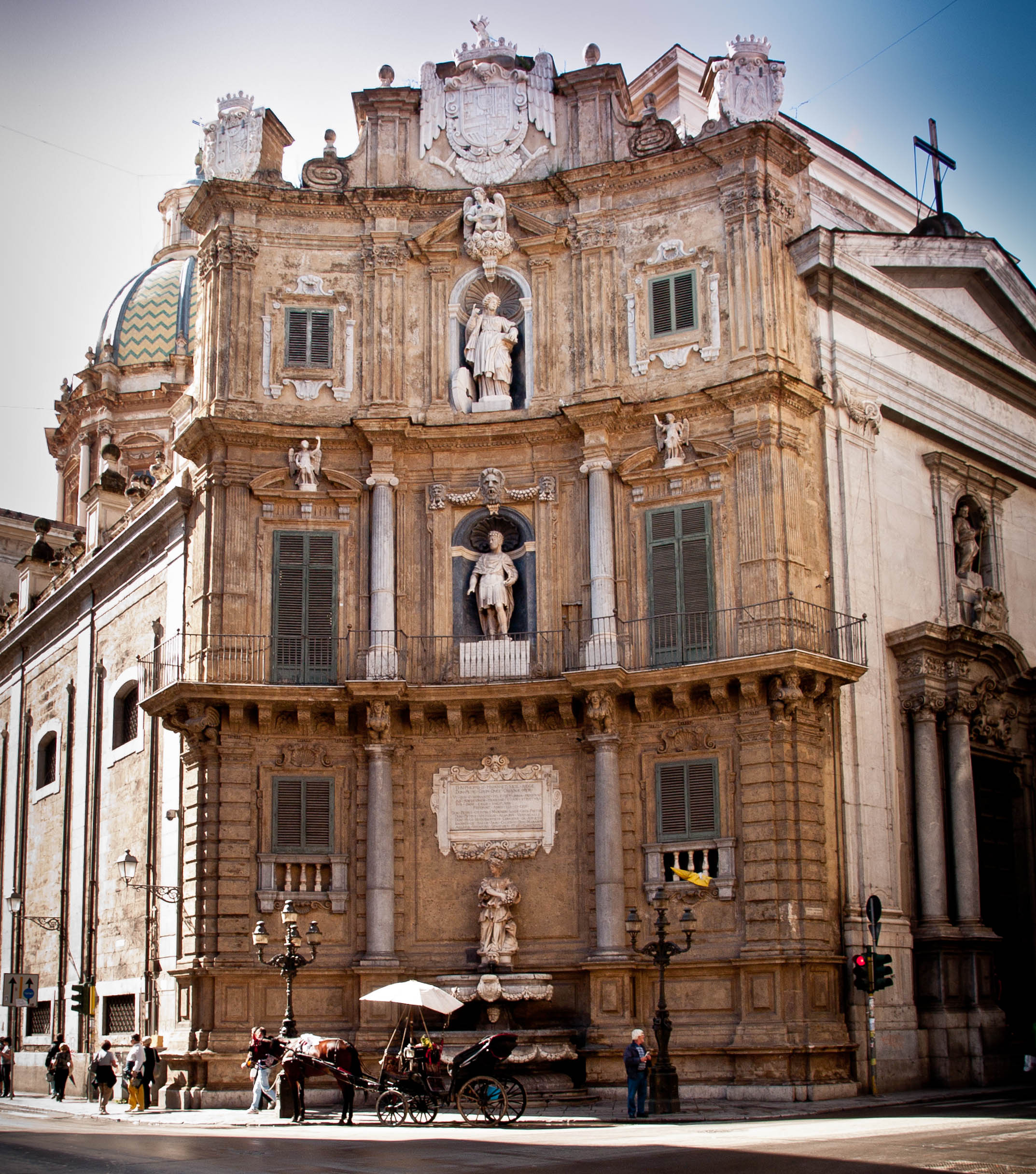
Cuatro Canti en Palermo